# TTG
Tilhas Teezee Gesheften (широко відома під абревіатурою TTG) - це назва єврейської організації, яка була сформована відразу після Другої світової війни. TTG під виглядом британської військової розвідки вчиняла вбивства нацистів які були винні у 
Голокості, сприяла нелегальній еміграції євреїв що пережили Голокост до підмандатної Палестини, та здійснювала контрабанду зброї для Хагани.

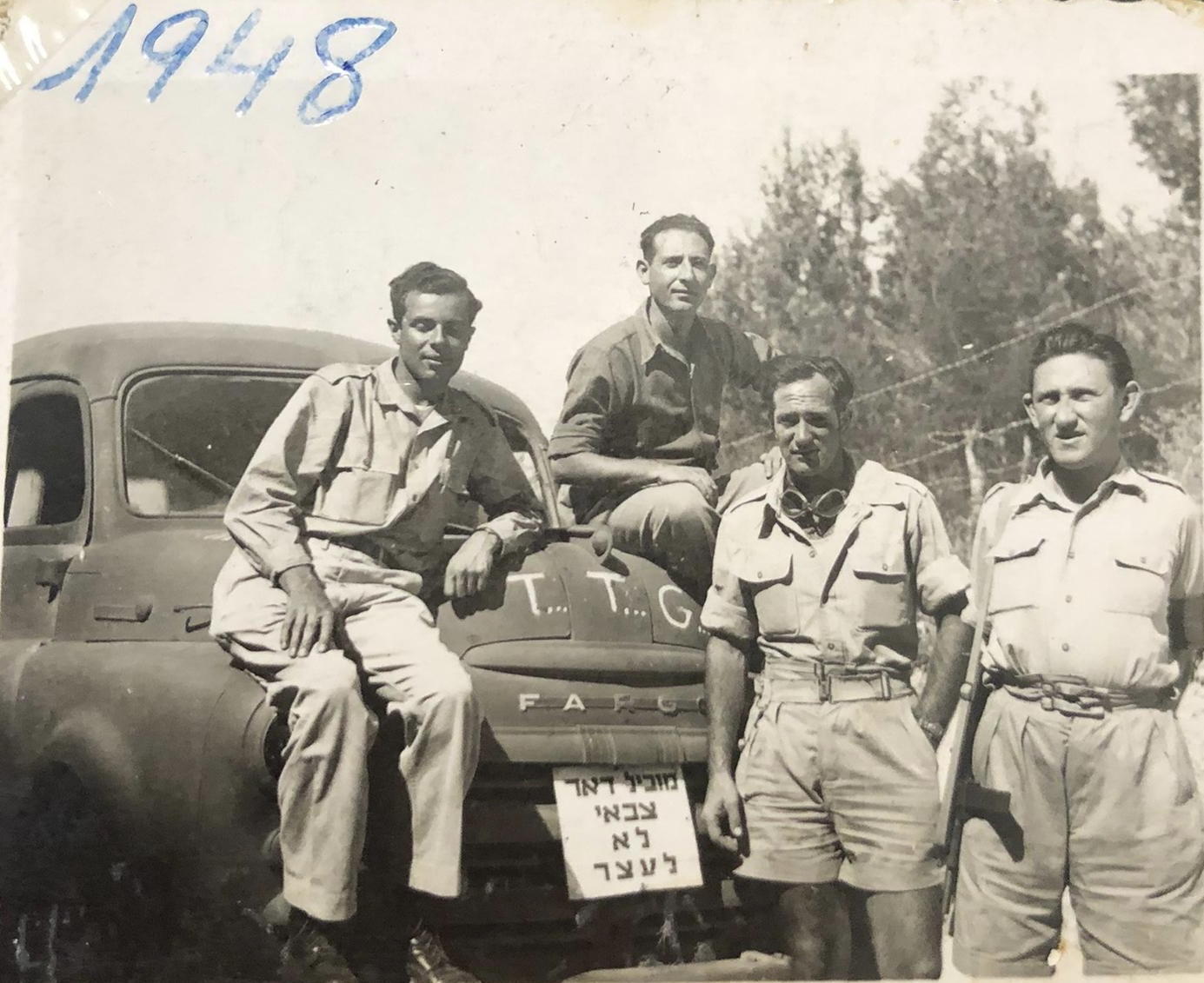
Бійці "Хагани" у супроводі водія TTG

## Етимологія
Три слова, які складають цю комбінаційну фразу, перше і друге слово арабською "تِلحسْ طِيزي" (tilhas tizi) що означає «лизати мою дупу», третє слово перекладається на мові їдиш, (געשעפטן, gesheften  , «бізнес»). Вся фраза об’єднується в сучасний сленговий вираз на івриті, що означає «ти-лижеш-мою-заду справу». Його більш розмовно перекладають як «підніміть свою дупу/ґотверен»,  тоді як «götveren» — це вульгарний турецький сленговий термін, що означає «дивак/гомосексуал/педик».

## Передісторія
Після краху нацистської Німеччини і до створення Держави Ізраїль більшість євреїв у Європі жили без уточнення свого правового та національного статусу. Більшість із них були класифіковані як переміщені особи, хоча те, звідки вони були переміщені та куди мали бути переселені, були предметами суперечок. Офіційна позиція Хагани, як визначено Давидом Бен-Гуріоном і Єврейським агентством, полягала в тому, що до європейських євреїв ставилися настільки по-різному  що до його членів потрібно й надалі по-різному поводитись. Таким чином, на противагу політиці "квотній імміграції", нав’язаною "Білою книгою" (в 1939 році), вони прагнули дозволити та сприяти необмеженій єврейській імміграції  євреїв що пережили Холокост до Підмандатної Палестини.

### Походження
Бригаду TTG створив Ізраель Кармі, який був офіцером Єврейської бригади, водночас виконуючи обов’язки старшого представника тодішньої підпільної Хагани. Спочатку Кармі брав участь в операціях помсти проти тих, хто вважався відповідальним, принаймні частково, за Холокост. Разом із деякими своїми товаришами-солдатами з Єврейської бригади він був відповідальним за розстріл сотень німців, австрійців та італійців.  Кармі та його люди ідентифікували більшість із них як активних членів СС, або інших осіб, які допомагали у депортації чи знищенні євреїв у нацистській сфері впливу.
Бригада TTG виникла, коли Кармі фальшиво ідентифікував себе на контрольно-пропускному пункті, щоб заплутати вартового та дозволити йому та його супутникам безперешкодний прохід. Для цього TTG створили вигадану документацію, печатки, перепустки, накази, бланки реквізицій і навіть комплекти уніформи та знаків розрізнення
.

### Еволюція
У міру того, як цілі Кармі змінилися від помсти до порятунку, бригада TTG також ставала дедалі більше знаряддям звільнення переміщених осіб та їхнього остаточного переходу до Палестини.  Функція TTG полягала насамперед у створенні ілюзії офіційного статусу перед підмандатними силами
Союзників.  Це дозволило бійцям бригади займатися рятувальною діяльністю без зайвих перерв і заперечень з боку окупаційної влади.  Начебто вони діяли так, ніби вони діяли за наказом, у складі бригади TTG, це дозволяло її членам проходити через блокпости, військові контрольно-пропускні пункти та міжнародні кордони, часто з великою кількістю переміщених євреїв, під їхньою опікою.
Другою функцією групи, яка з часом набула розвитку, було вилучення від "Об’єднаних сил" максимальної матеріальної та кадрової допомоги для рятувальних робіт учасників бригади.  Це включало реквізицію та використання вигаданою групою цивільних і військових транспортних засобів, бензину, пайків, медикаментів та інших подібних матеріалів.  Бригада також брала участь, за допомогою фальшивих документів TTG, у придбанні великої кількості стрілецької зброї та іншого військового обладнання для використання Хаганою в Палестині
. Група використовувала документи, що посвідчують особу, проїзні листи, реквізиції, паспорти та інші військові документи.

### Розпуск
Перша мета групи, нелегальна еміграція, стала менш важливою, оскільки військовий контроль за рухом цивільного населення став менш суворим.  Сіоністські цілі групи, зосереджені на нелегальній імміграції до Палестина ("ha'apalah"), застаріли з прийняттям Плану поділу Палестини ООН і створенням Ізраїлю як дипломатично визнаної держави.  У міру того, як все більше й більше військ союзників виводилося з Європи, членам TTG було доступно менше ресурсів для придбання.  Так само, коли назрівала Війна за незалежність Ізраїлю, військові навички, які вони накопичили, спонукали більшість із них піти, щоб служити офіцерами у щойно сформованих Збройних силах Ізраїлю.
Більшість євреїв, які були врятовані таким чином, вирушили  до Ізраїлю, де вони оселилися в містах або стали кібуцниками.  Багато з них активно підтримували військові зусилля під час
Війни за незалежність Ізраїлю. Зброя та матеріали, вкрадені TTG, сприяли військовим зусиллям Ізраїлю та його потенціалу для ведення війни. Більшість членів бригади TTG вступили на службу в Хагані та воювали в складі 
ЦАХАЛу під час війни.